# 杨兰春
杨兰春（1920年—2009年6月2日），男，河北武安人，中国豫剧剧作家、导演，豫剧《朝阳沟》的创作者。

## 生平
1952年到1953年在中央戏剧学院歌剧系学习。学习期间，他和田川、胡沙合作改编的《小二黑结婚》成为中国歌剧舞剧院的保留节目。

## 主要作品
- 《朝阳沟》，1958年创作，豫剧经典剧目
- 《朝阳沟内传》，1984年获全国优秀剧本奖[2]
- 《小二黑结婚》
- 《李双双》
- 《唐知县审诰命》（又名《七品芝麻官》）

## 头衔
自1956年起，他先后任以下职务：
- 河南豫剧院艺术室副主任
- 河南省歌剧团副团长
- 河南省豫剧院三团团长
- 中共河南省文化局核心小组成员
- 中国文联第四届委员
- 河南省文联副主席
- 中国剧协第三届理事、第四届副主席、河南分会副主席
- 中共十一大、十二大、十三大代表
- 第四届全国人大代表